# Anykščiai (stacja kolejowa)
Anykščiai – stacja kolejowa w Oniksztach, w okręgu uciańskim, na Litwie. Stacja znajduje się w północnej części wąskotorowej linii Rubikiai-Anykščiai-Poniewież. Budynek dworca pochodzący z 1901 roku jest obiektem zabytkowym, a stacja jest obecnie przekształcona w muzeum kolejnictwa.

## Historia
Stacja została wybudowana w 1901. W czerwcu 1941 roku i od 1948 do 1951 roku z tego dworca przeprowadzana masowe deportacje ludności na Syberię. Od 1999 roku linia kolejowa nie jest już wykorzystywana w transporcie. Od 1996 roku jest chroniony jako zabytek kultury. 

## Linie kolejowe
- Rubikiai – Poniewież